# Mandy Versteegt
Mandy Versteegt est une joueuse de football néerlandaise, née le 23 février 1990. Elle joue actuellement à l'AFC Ajax (Pays-Bas).

## Palmarès
- Championne des Pays-Bas (1) : 2010
- Super Coupe des Pays-Bas (1) : 2010
- Doublé Championnat des Pays-Bas-Super Coupe des Pays-Bas (1) : 2010